# Corbeil (Marne)
Corbeil (antiker Name Corobilium) ist eine französische Gemeinde mit 99 Einwohnern (Stand 1. Januar 2022) im Département Marne in der Region Grand Est. Sie liegt etwa 25 Kilometer nordnordöstlich von Brienne-le-Château und gehört zum Arrondissement Vitry-le-François sowie zum Kanton Vitry-le-François-Champagne et Der.

## Demographie
| Jahr      | 1962 | 1968 | 1975 | 1982 | 1990 | 1999 | 2006 | 2018 |
| --------- | ---- | ---- | ---- | ---- | ---- | ---- | ---- | ---- |
| Einwohner | 140  | 140  | 133  | 118  | 113  | 104  | 104  | 93   |

## Sehenswertes
Im Ort steht die Kirche Saint-Pierre-ès-Liens aus dem 16. Jahrhundert mit ebenfalls aus jener Zeit stammenden Fenstern sowie Statuen aus dem 15. Jahrhundert. Die Orgel stammt aus dem 17. Jahrhundert. Das jährliche Ortsfest findet am ersten Sonntag im Mai statt.

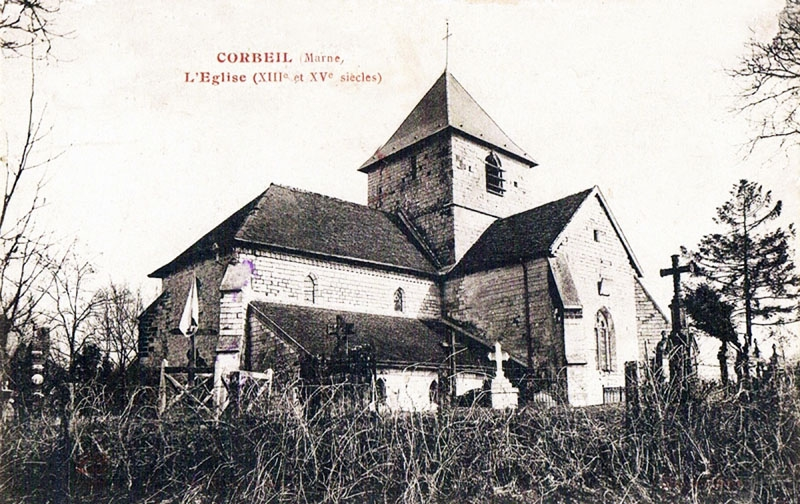
Kirche Saint-Pierre-ès-Liens auf einer alten Postkarte (um 1910)